# 弗朗西斯·尼莫
弗朗西斯·尼莫（英語：Francis Nimmo，1971年—）是加利福尼亞大學聖塔克魯茲分校行星科學教授。

## 教育
尼莫曾就讀於伍爾弗漢普頓文法學校，1993年獲得劍橋大學聖約翰學院地質科學文學學士學位，1996年完成劍橋大學關於金星火山和構造的博士學位。

## 職業生涯
尼莫的研究重點是透過觀測和地球物理建模研究固體天體表面和內部的起源和演變。他的一些研究成果包括：證明了火星半球二分法可能是由巨大的撞擊造成的；確定剪切加熱是土衛二、木衛二和海衛一的重要過程；解釋火星和金星上板塊構造與動力活動之間的連結。

## 榮譽
- 2001年：地質學會主席獎[2]
- 2001年：英國皇家學會大學研究獎學金
- 2007年：美國地球物理聯盟詹姆斯·B·麥克爾萬獎章（英语：James B. Macelwane Medal）[3]
- 2007年：行星科學部哈羅德·C·尤里獎[4]
- 2011年：日本學術振興會（JSPS）客座研究員
- 2018年：保羅·法里內拉獎（英语：Paolo Farinella Prize）[5]
- 2018年：小行星175920以他的名字命名[1]。小行星中心於2018年9月25日發布正式命名引文（M.P.C. 111802）[6]。
- 2019年：英國皇家科學院哈羅德·傑弗里斯講席[7]
- 2020年：美國國家科學院院士[8]

## 外部連結
- 弗朗西斯·尼莫 （页面存档备份，存于）在加利福尼亞大學聖塔克魯茲分校的個人網頁